# Дания-Норвегия
Дания-Норвегия (на датски и норвежки: Danmark-Norge) е бивша политическа единица, състояща се от кралствата Дания и Норвегия и включваща тогавашните норвежки зависими територии Исландия, Гренландия и Фарьорски острови.
След разпадането на предшественика ѝ – Калмарската уния, двете кралства влизат в друга лична уния през 1536 г., която съществува до 1814 г.